# 王子逸
王子逸（1983年2月25日—），女，美籍华裔导演、编剧、制片人，导演编剧作品有《身后事》（2014）和《别告诉她》（2019），此外还制作执导过多部短片、纪录片和音乐录影带。

## 生平

### 家庭背景
1983年出生的王子逸生于中国北京，父亲是中華人民共和國駐蘇聯大使館的外交官，母亲是前北京《文艺报》的文化评论人兼编剧。

### 成長經歷
王子逸自小在北京长大，也曾在长春与奶奶一起生活。6岁时，父亲要到迈阿密大学攻读博士，举家搬到美国佛罗里达州迈阿密。
由於4歲時開始學鋼琴，她已是一位受过训练的钢琴演奏者，後来赴新世界艺术学院进修。
2001年，王子逸前往波士顿学院就讀。2005年，凭著创意写作专业，畢業於波士頓學院的文学士学位。

### 生涯
2008年搬到洛杉矶不久后，王子逸与贝尔纳黛特·比尔吉（Bernadette Bürgi）一起担任制片人的实习生。两人一次去逛宜家时，得知彼此都喜欢讲故事和浪漫喜剧电影，于是萌生了共同拍电影的想法。也是从这趟旅程开始，王子逸执导了多部网络短剧和音乐录影带，并在2014年执导了自己的首部长片《身后事》。影片于慕尼黑电影节和迈阿密国际电影节首映后，于全球上映。2014年，王子逸获得独立精神奖查兹和罗杰·埃伯特导演奖金，还在同年被选为独立电影作品参与导演奖金。
2015年，王子逸短片《Touch》在棕榈泉国际短片电影节首播，入选美国电影院年度女性导演论坛的NBC环球短片电影节最终名单，赢得该电影届的亚洲人最佳戏剧片将。
2016年5月，王子逸为美国全国公共广播电台节目《This American Life》撰写并播讲了一则故事。当年晚些时候，与制片人克里斯·魏茲着手开发改编自这段人生经历的短片。
2017年，王子逸获邀参加圣丹斯学院第二部电影（FilmTwo）倡议活动，获得拍摄第二部长片的指导。
2019年1月，王子逸第二部长片《别告诉她》在圣丹斯电影节首映，随后由A24全球发行。电影讲述了奥卡菲娜饰演的纽约艺术人回到中国，与家里人一同陪伴临终祖母的故事。这部电影改编自她祖母的经历，这个故事也曾出现在《This American Life》的剧集中。影片在圣丹斯首映后，众多媒体将之列为电影节的佼佼者，包括《综艺》、Thrillist和《滚石》。IndieWire的影评人在电影节过后进行调查，《别告诉她》获选为最佳电影和最佳剧本，王子逸获选为最佳导演。影片在烂番茄获得207条评价，新鲜度高达99%。
2019年1月，《综艺》将王列入“十位值得关注的导演”榜单，而她在接受该媒体采访时表示下一步作品会是“非常扎实的科幻小说”，改编自亚历山大·温斯坦的短片小说《新世界的孩子们》。

## 个人生活
王子逸与导演巴里·杰金斯相恋。到2019年，她定居于洛杉矶。

## 作品名录
| 作品                                                      | 年份 | 职责             |
| --------------------------------------------------------- | ---- | ---------------- |
| 《Pisces》（短片）                                        | 2005 | 制片、导演、编剧 |
| 《Fishing the Gulf》（纪录短片）                          | 2006 | 导演             |
| 《Can-Can》（短片）                                       | 2007 | 制片、导演、编剧 |
| 《Nobody Told Me》 - Vintage Trouble（音乐录影带）        | 2011 | 导演             |
| 《Burke and Herb》（网络剧）                              | 2011 | 导演             |
| 《身后事》                                                | 2014 | 导演、编剧       |
| 《Still and Always Will》 - Vintage Trouble（音乐录影带） | 2014 | 导演             |
| 《Touch》（短片）                                         | 2015 | 导演、编剧       |
| 《别告诉她》                                              | 2019 | 制片、导演、编剧 |